# Félix Lambrecht
Pour les articles homonymes, voir Lambrecht.
Félix Lambrecht, né le 4 avril 1819 à Douai (Nord) et mort le 8 octobre 1871 à Versailles (Seine-et-Oise), est un homme politique français.

## Biographie
Reçu major de l'école Polytechnique (promotion X-1838), ingénieur des ponts et chaussées.
Il visite l’Algérie, combat l'insurrection parisienne de juin 1848 au sein de la Garde nationale puis part en mission en Inde en 1850. De retour en France en décembre 1851, il s'occupe d'affaires  industrielles et de ses propriétés de Lallaing (Nord), dont il devient maire, et fait construire en 1853 le château de Montigny-en-Ostrevent.
Ami d'Adolphe Thiers, il est élu député du Nord en 1863, contre le candidat officiel. Il échoue à sa réélection en 1869, refuse la préfecture du Nord et les fonctions de sous-gouverneur de l’Algérie que le ministère Ollivier lui offre.
Il retourne à l'Assemblée en 1871 comme député de Marchiennes (Nord) et est appelé au gouvernement comme ministre de l'agriculture et du commerce par Thiers. Il quitte ce portefeuille pour prendre l'Intérieur le 5 juin 1871.
Souffrant depuis trois ans d'une affection de poitrine, il meurt en octobre de la même année.
Il épouse en 1853 Mathilde-Stéphanie-Victorine des Courtils de Merlemont, fille du comte de Merlemont, maire de Warluis. Tous deux sont enterrés dans la crypté de l'église de Goeulzin avec leurs deux fils morts en bas âge.

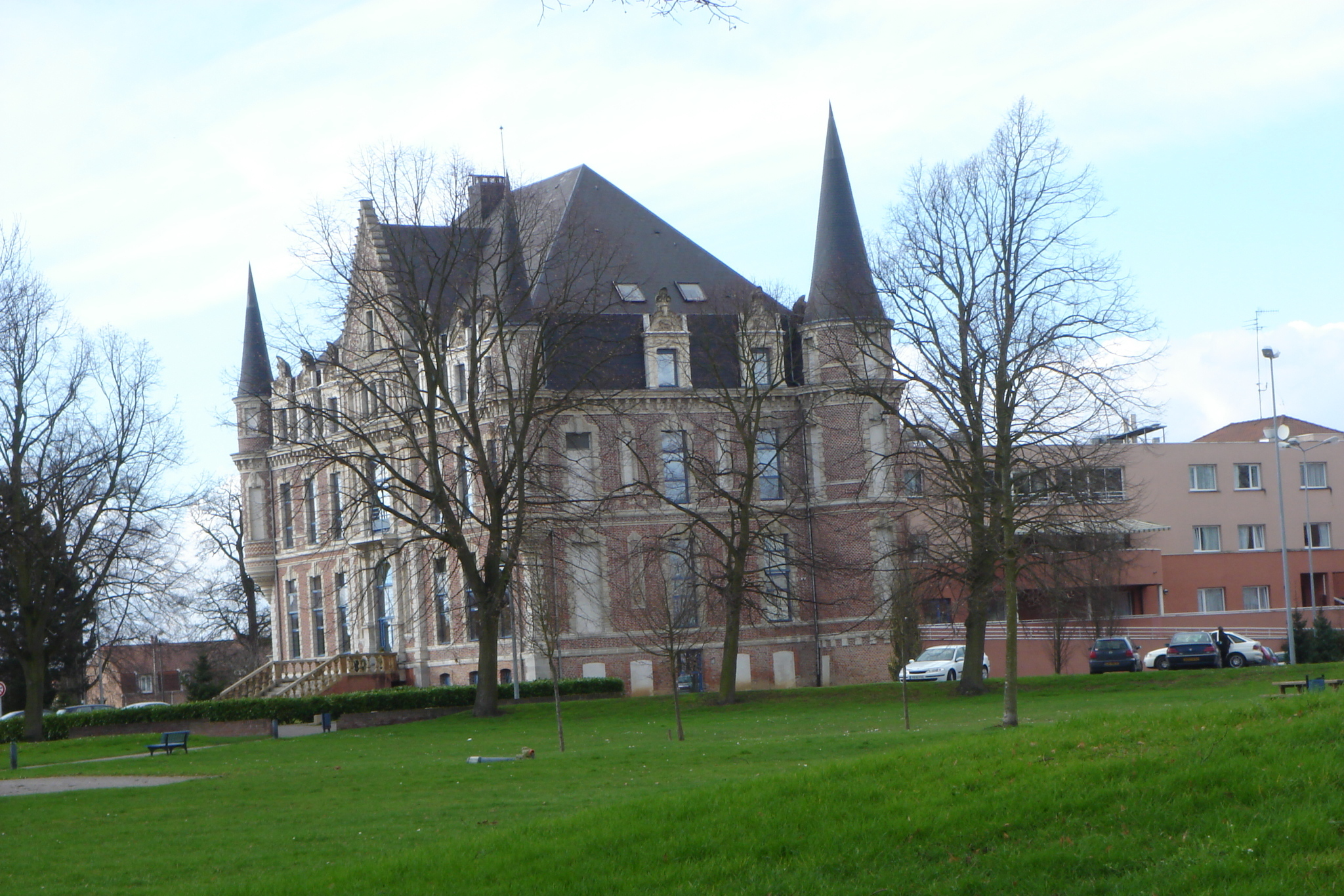
Château de Félix Lambrecht à Montigny-en-Ostrevent

## Sources
- « Félix Lambrecht », dans Adolphe Robert et Gaston Cougny, Dictionnaire des parlementaires français, Edgar Bourloton, 1889-1891 [détail de l’édition]